# Flying (David Copperfield)

David Copperfield durante l'esecuzione di Flying, l'illusione in cui vola

Flying (letteralmente "volare") è un numero di illusionismo presentato al pubblico da David Copperfield e trasmesso in televisione per la prima volta il 31 marzo 1992 dalla CBS, come ultima illusione dello speciale "The Magic of David Copperfield XIV: F·L·Y·I·N·G - Live the Dream".
In tale numero Copperfield ha volato sul palcoscenico per diversi minuti, osservato dal pubblico sia di fronte che di lato, e arrivando persino a prendere in braccio e portare con sé in volo una ragazza (chiamata Bambi). Tutto ciò è eseguito davanti ad un fondale azzurro e accompagnato da alcuni brani della colonna sonora "East of Eden Suite" composta da Lee Holdridge per la miniserie del 1981 La valle dell'Eden (East of Eden).
Per mostrare da quanto tempo gli uomini abbiano sognato di volare e quanti tentativi abbiano fatto prima di riuscirci, tale performance è stata preceduta dalla visione di un montaggio di vari filmati in bianco e nero in cui sono stati mostrati vari tentativi fallimentari di spiccare il volo, effettuati nei decenni passati da diverse persone, le quali avevano provato a costruire i macchinari più diversi.
Una preoccupazione di Copperfield nell'eseguire il "suo" volo è stata quella di dimostrare che fosse autentico e che non stesse facendo uso di alcun "mezzo", come ad esempio cavi, per restare sospeso. Così non solo si è fatto passare intorno dagli assistenti due coppie di cerchi (una coppia per volta), ma si è anche fatto chiudere dentro un contenitore interamente fatto di plexiglas su cui poi è stato posto il coperchio, e sul quale a sua volta ha camminato una assistente. Anche lì dentro Copperfield ha dimostrato di riuscire a fluttuare.
Tale illusione, come spiegato da Copperfield stesso, gli ha richiesto sette anni di prove e allenamento, per imparare a controllare il volo e a muoversi fluidamente. Un grande contributo gli è stato fornito da Joanie Spina, coreografa che ha fatto parte del suo team di collaboratori dal 1986 al 2000.

## Metodo
Il metodo è stato progettato da John Gaughan, che ha descritto il funzionamento dell'illusione nel brevetto registrato con US Patent No. 5.354.238 all'ufficio brevetti degli Stati Uniti: David Copperfield è sostenuto da due coppie di fili di kevlar, prodotti da pochissime ditte in tutto il mondo tra cui una di Las Vegas, tanto sottili (circa ¼ di millimetro) quanto resistenti, che rimangono invisibili al pubblico se il palco è illuminato da luci soffuse e lo sfondo è di color celeste. Ad un'estremità, i fili sono montati sulle anche dell'illusionista, vicino al suo baricentro, in una cintura sotto i vestiti, cosa che permette a Copperfield di eseguire movimenti naturali mentre rimane sospeso, e all'altra estremità sono collegati ad una piattaforma mobile nascosta sopra il soffitto e che può spostarsi fluidamente in ogni direzione grazie a delle apposite rotaie. I movimenti della piattaforma e il sollevamento dei fili sono controllati da alcuni assistenti. Durante lo spettacolo altri assistenti fanno ruotare intorno a Copperfield due coppie di anelli (una coppia per volta) in un modo che dà l'impressione che passino anche sopra di lui, quando invece gli passano intorno solo a 270 gradi, in modo da non andare a scontrarsi con i fili. La resistenza di tali fili è tale che ognuno è in grado di sopportare fino a 100 kg (quindi un totale di 200 essendo due i fili che lo sollevano), il che gli consente di volare anche prendendo in braccio una persona. Nel caso del coperchio del contenitore di plexiglas, questo è fatto in modo tale da non combaciare perfettamente con i due lati lunghi del contenitore stesso, per cui i cavi restano liberi di scorrere attraverso la sottile fessura rimasta. Non è casuale nemmeno il modo in cui il coperchio stesso viene posato sul contenitore: gli assistenti lo fanno scorrere lungo il lato corto ed entro lo spazio che separa un filo dall'altro, in modo da mantenerli separati ed evitare che finiscano accidentalmente nella stessa fessura.